# Hisham III
Hishman III, död 1036, var den umayyadiska dynastins siste kalif i Córdoba, och den siste som innehade titeln "Kalif av Córdoba". Han regerade 1027-1031.
Hishamn III efterträdde Muhammad II.
Efter Hisham III:s död föll kalifatet – redan innan blott en skugga av dess omfattning bara hundra år tidigare – samman i ett antal militärt svaga men kulturellt framstående taifa-riken.